# Prințul Albert de Saxonia, Duce de Teschen
Prințul Albert Casimir August de Saxonia, Duce de Teschen (11 iulie 1738 – 10 februarie 1822) a fost prinț german din Casa de Wettin. S-a remarcat ca un colecționar de artă și a fondat Albertina din Viena, cea mai mare colecție de desene și lucrări de grafică din lume.

## Biografie
A fost fiul cel mic al regelui August al III-lea al Poloniei (care era și Elector de Saxonia) și a reginei Maria Josepha de Austria, verișoară primară a împărătesei Maria Tereza. Prințul Albert de Saxonia a fost unul dintre nașii Prințului Albert de Saxa-Coburg și Gotha (soțul reginei Victoria).
Tânărul Albert a fost ales de Arhiducesa Maria Cristina de Austria să-i fie soț. Aceasta a fost o favoare specială pe care împărăteasa Maria Tereza a făcut-o fiicei ei, de obicei căsătoriile erau făcute din rațiuni politice. Totuși, logodna și nunta au trebuit să aștepte moartea împăratului Francisc I; decorațiunile de la nuntă au fost negre deoarece era perioada doliului ținut pentru împărat.
Albert a primit ducatul de Teschen în Silezia austriacă și titlul de Duce de Teschen. În perioada 1765-1780 a fost numit la Bratislava guvernator al Ungariei, apoi la Bruxelles, împreună cu soția lui, guvernator al Țărilor de Jos austriece, după moartea Prințului Karl Alexandru de Lorena în 1780. 
Albert și Maria Cristina au avut un singur copil, prințesa Cristina de Saxonia, care a murit la 17 mai 1767, la o zi după naștere. Cuplul l-a adoptat pe nepotul Mariei Cristina - fiul fratelui ei Leopold și a Mariei Ludovica a celor Două Sicilii (ambii au murit în 1792 de foarte tineri) - Arhiducele Carol de Austria.
După moartea timpurie a soției sale în 1798 de tifos, el a trăit numai pentru colecția sa de artă.